# Окремість гірських порід

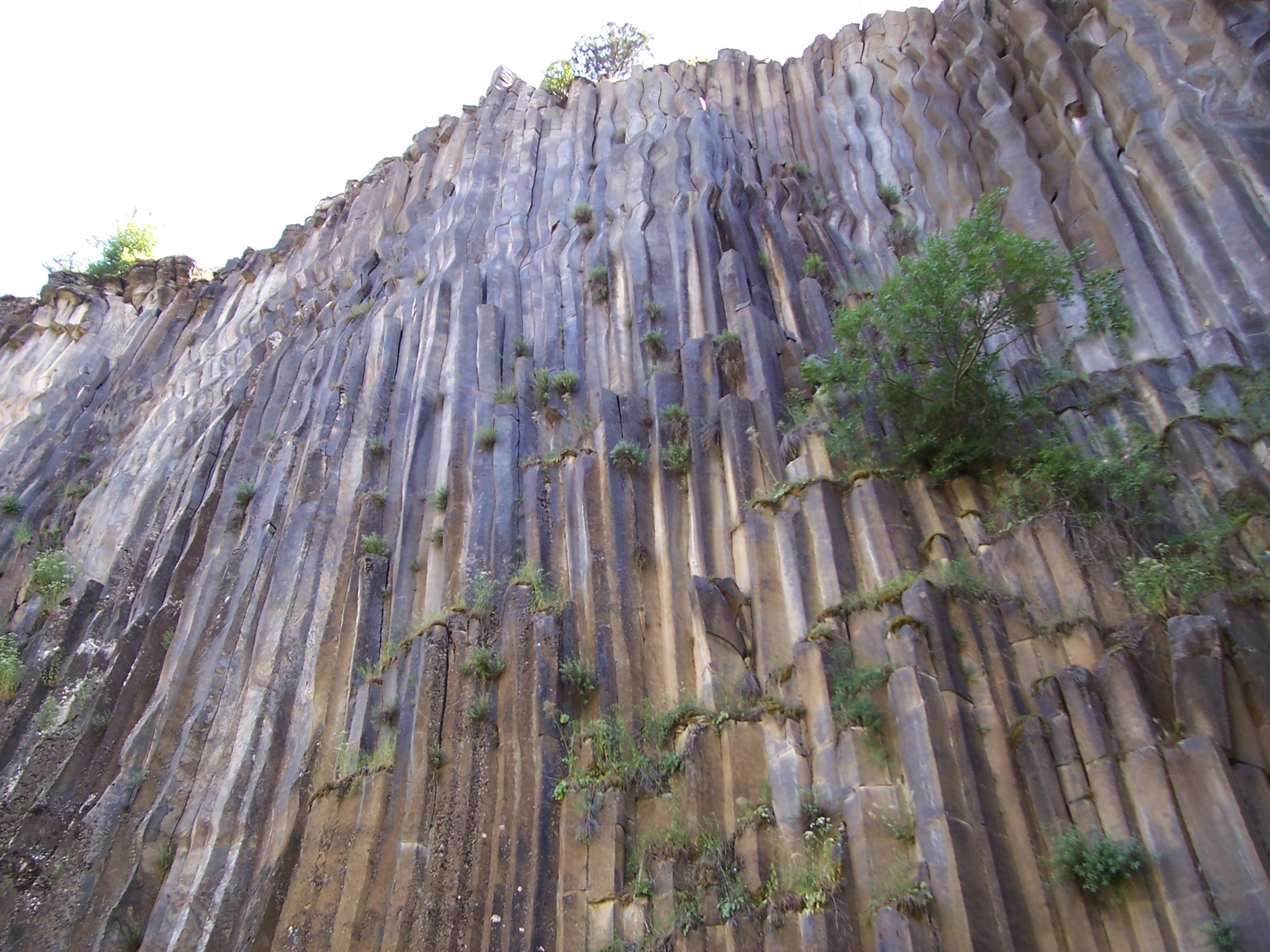
Базальтова окремість. Туреччина

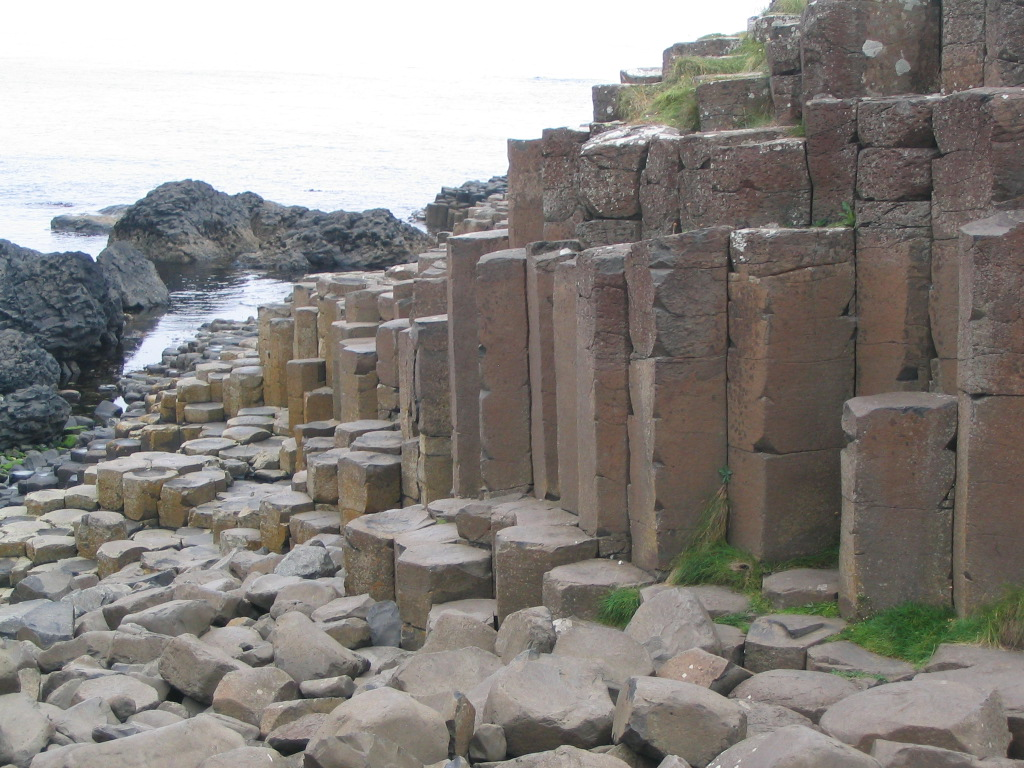
Базальтова окремість. Ірландія

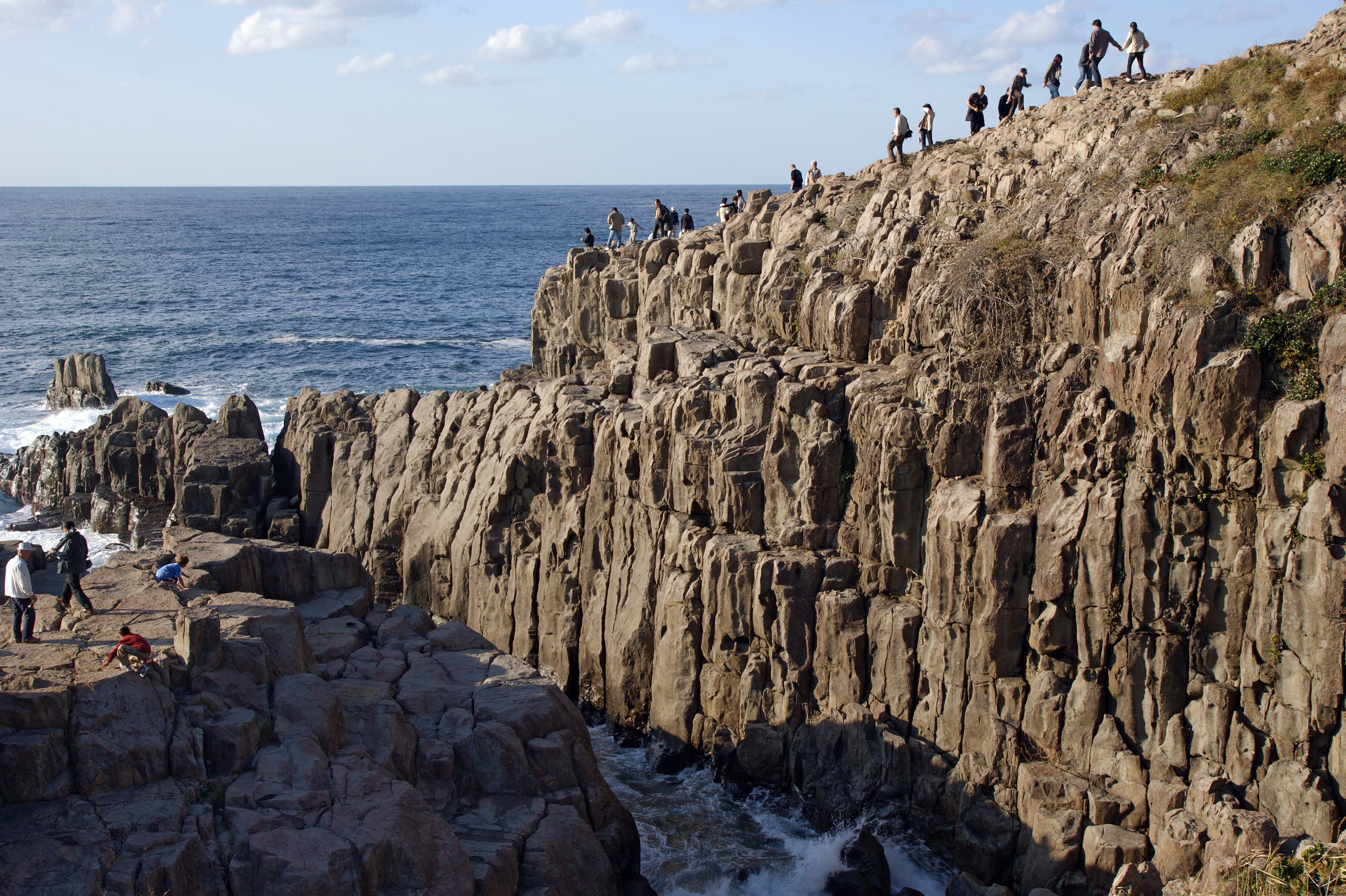
Окремість андезиту. Японія

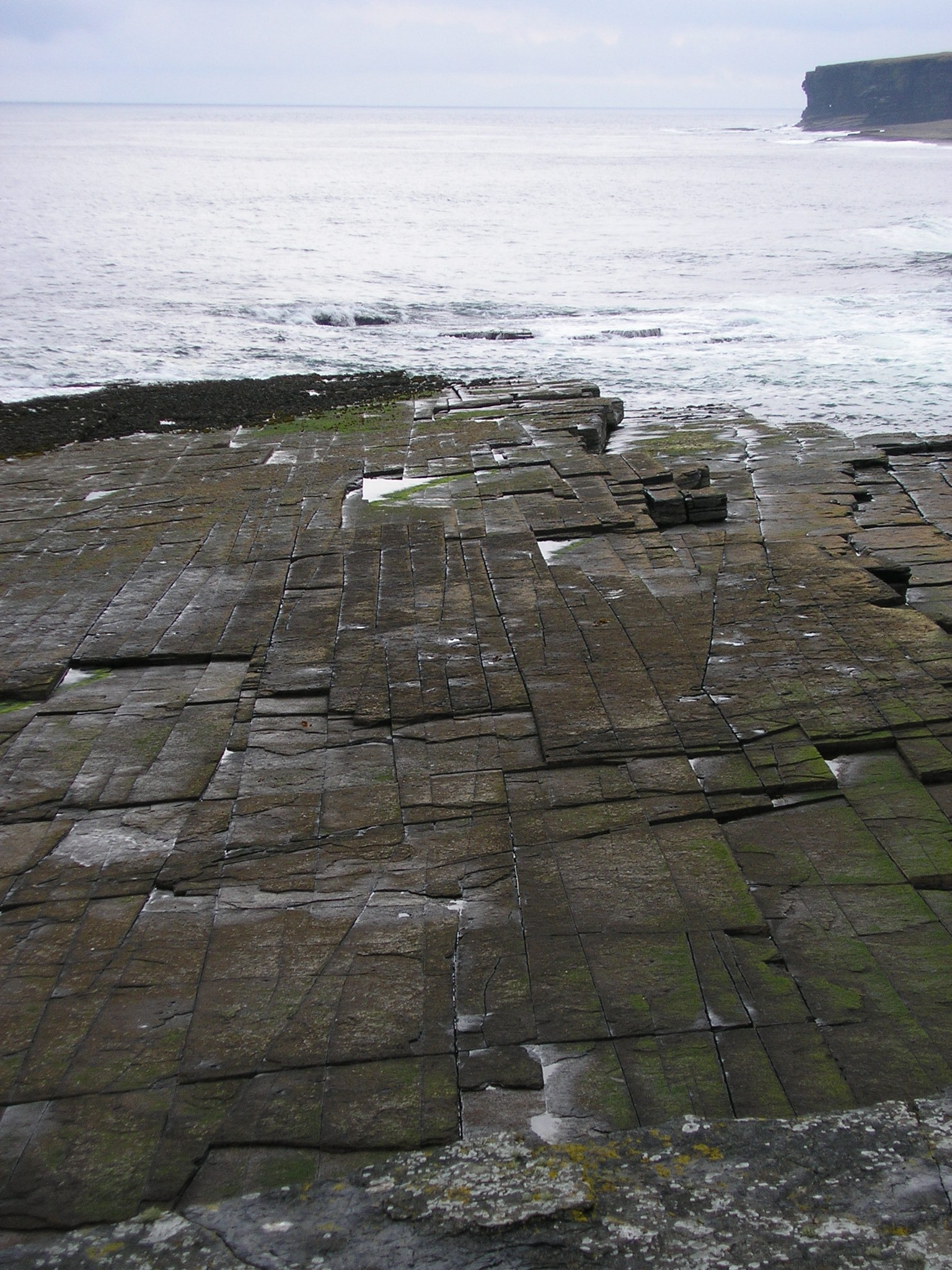
Пластинчаста окремість. Шотландія

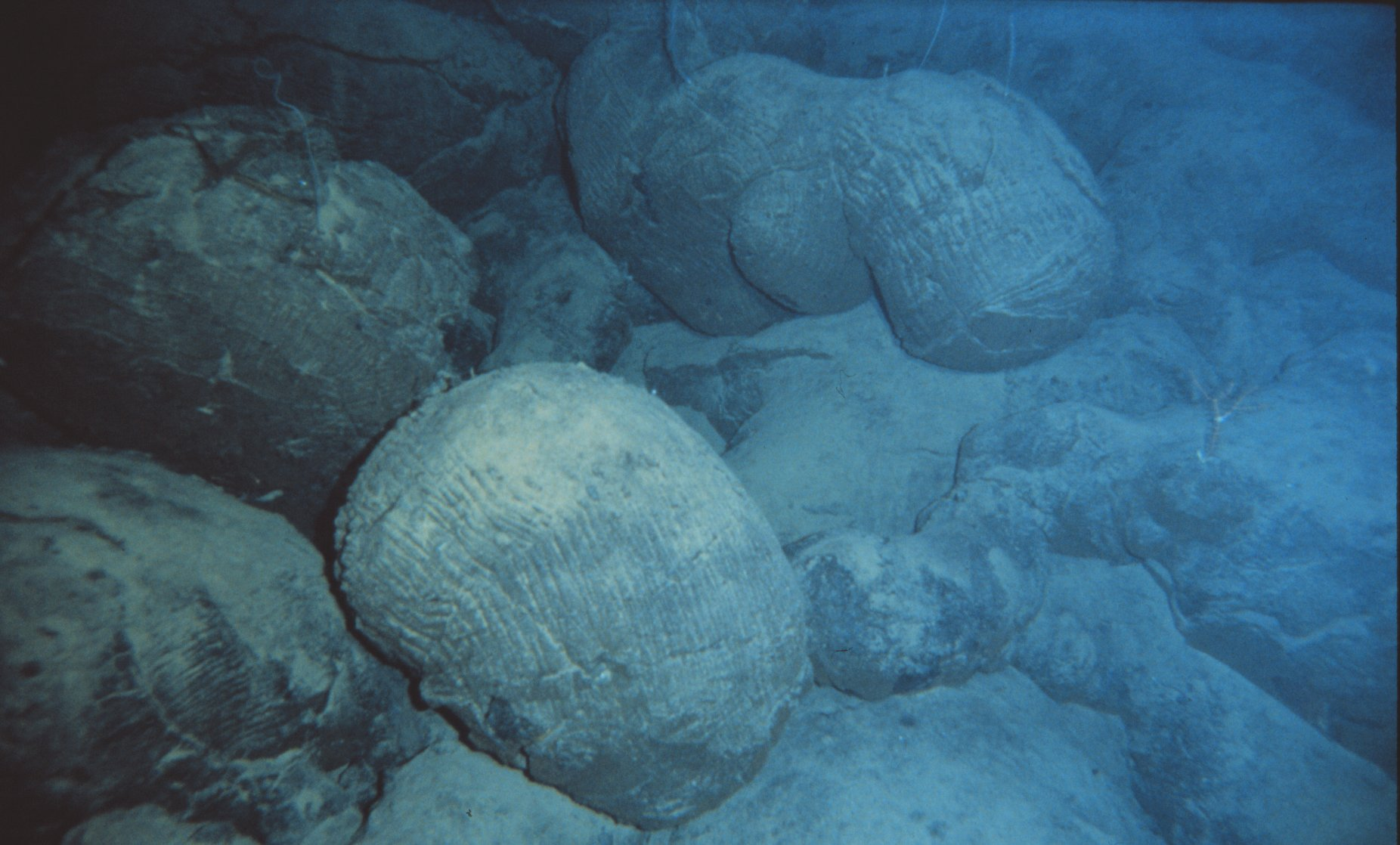
Кульова лава — приклад реалізації кульової (подушкоподібної) окремості.

Окремість гірських порід (рос. отдельность горных пород, англ. rock jointing, parting, cleavage, нім. Teilbarkeit f, Absonderung f der Gesteine) — характерні форми блоків, грудок і уламків, на які діляться гірські породи (г.п.) при природному та штучному розколюванні.

## Загальний опис
Окремість гірських порід зумовлена орієнтуванням і частотою обмежуючих тріщин; розміри різні (від декількох сантиметрів до декількох метрів в поперечнику).
- У осадових гірських породах поширені прямокутна, кубічна, паралелепіпедна, плитчаста, призматична, кульова, луската окремість. Утворення окремості в осадових гірських породах пов'язане г.ч. з тріщинами, що виникають у процесі діагенезу і катагенезу, а також при деформаціях гірських порід і їх вивітрюванні.
- У магматичних гірських порід розвинені призматична (звичайно шестикутна), стовпчаста, кульова, прямокутна, паралелепіпедна, плитчаста окремості, що виникають при охолодженні і стисненні лав та інтрузивних тіл. У метаморфічних гірських порід найчастіше зустрічається плитчаста, пластинчата і ребриста окремість, що розвивається при деформаціях гірських порід.